# دیوانه برای هم
دیوانه برای هم (انگلیسی: Mad for Each Other؛ کره‌ای: 이 구역의 미친 X) یک مجموعه تلویزیونی محصول کره جنوبی سال ۲۰۲۱ با بازی جونگ وو و اوه یون سو است. این مجموعه از ۲۴ مه تا ۲۱ ژوئن ۲۰۲۱، روزهای دوشنبه و سه‌شنبه از کاکائو تی‌وی و نتفلیکس پخش شد.